# Cheiloneurus olmii
Cheiloneurus olmii är en stekelart som beskrevs av Emilio Guerrieri och Gennaro Viggiani 2005. Cheiloneurus olmii ingår i släktet Cheiloneurus och familjen sköldlussteklar. Inga underarter finns listade i Catalogue of Life.